# Cordaid
Cordaid (Catholic Organization for Relief and Development Aid) — міжнародна організація, що займається наданням екстреної допомоги та розвитку, переважно в країнах, які постраждали від конфліктів. Це одна з найбільших міжнародних організацій розвитку у Нідерландах, що має мережу з сотень партнерських організацій в країнах Африки, Близького Сходу та Азії.

## Історія
Cordaid була заснована в 2000 році в Гаазі. Її місія полягає у вирішенні структурної бідності, наданні медичної допомоги, допомозі найбільш вразливим, а також у наданні екстреної допомоги та допомоги біженцям. Її заснування стало можливим завдяки злиттю трьох голландських католицьких організацій розвитку: Memisa Medicus Mundi (створена в 1925 році), Mensen in Nood (Люди в біді, створена в 1914 році) та Lenten Campaign/Bilance.
Історія цих організацій починається з початку 20-го століття, коли вони надавали допомогу біженцям Першої світової війни в Нідерландах і здійснювали медичні місії за кордоном. Протягом десятиліть ці організації забезпечували медичну допомогу, допомогу під час голоду, притулок та інші форми підтримки в десятках країн Африки, Азії, Латинської Америки та Європи.
У 2015 році, коли примусова міграція, переміщення та конфлікти стали основними факторами глобальної динаміки, Cordaid змінила свій фокус на країни, постраждалі від конфліктів, та на вирішення причин крихкості.
У січні 2021 року протестантська організація ICCO об'єднала зусилля з Cordaid, здійснивши найбільше злиття в нідерландському секторі розвитку на сьогодні.
З ICCO Cordaid розширила свої можливості та сфери експертизи, включаючи продовольчі системи, стійкі до змін клімату, та продовольчу безпеку.

## Співпраця
Cordaid є частиною кількох мереж, серед яких CIDSE, Caritas Europa, Caritas Internationalis, Medicus Mundi International, та ACT Alliance. Cordaid тісно співпрацює з іншими міжнародними НПО та співпрацює з понад 300 партнерськими організаціями по всьому світу. Її фінансування надходить від приватних донорів у Нідерландах (250 000 у 2019 році) та від основних донорів, включаючи Міністерство закордонних справ Нідерландів, Глобальний фонд та Світовий банк.

## Діяльність в Україні
Після початку  повномасштабного вторгнення Російської Федерації в Україну Cordaid надавав підтримку Україні через мережу Карітас Інтернаціоналіс. У 2022 році Cordaid надав 8,2 млн євро українській благодійній організації Карітас України.